# Список міністрів закордонних справ Індонезії
У статті подано список міністрів закордонних справ Індонезії.

## Список
| #  | Ім'я | Ім'я                     | Початок повноважень | Завершення повноважень | Партія                                            |
| -- | ---- | ------------------------ | ------------------- | ---------------------- | ------------------------------------------------- |
| 1  |      | Ахмад Субарджо           | 2 вересня 1945      | 14 листопада 1945      | Машумі                                            |
| 2  |      | Сутан Шарір              | 14 листопада 1945   | 26 червня 1947         | Соціалістична народна партія Соціалістична партія |
| 3  |      | Агус Салім               | 3 липня 1947        | 20 грудня 1949         | Сарекат Іслам                                     |
| *  |      | Шафруддін Правіранегара  | 18 грудня 1948      | 31 березня 1949        | Машумі                                            |
| *  |      | Александр Андріс Мараміс | 31 березня 1949     | 13 липня 1949          | Безпартійний                                      |
| 4  |      | Мохаммад Хатта           | 20 грудня 1949      | 6 вересня 1950         | Національна партія Індонезії                      |
| 5  |      | Мохаммад Рум             | 6 вересня 1950      | 27 квітня 1951         | Машумі                                            |
| 6  |      | Ахмад Субарджо           | 27 квітня 1951      | 3 квітня 1952          | Машумі                                            |
| 7  |      | Вілопо                   | 3 квітня 1952       | 29 квітня 1953         | Національна партія Індонезії                      |
| 8  |      | Мукарто Нотовидигдо      | 29 квітня 1952      | 30 липня 1953          | Національна партія Індонезії                      |
| 9  |      | Сунаріо Састровардойо    | 30 липня 1953       | 12 серпня 1955         | Національна партія Індонезії                      |
| 10 |      | Іда Анак Агунг Где Агунг | 12 серпня 1955      | 25 березня 1956        | Безпартійний                                      |
| 11 |      | Руслан Абдулгані         | 25 березня 1956     | 9 квітня 1957          | Національна партія Індонезії                      |
| 12 |      | Субандріо                | 9 квітня 1957       | 28 березня 1966        | Національна партія Індонезії                      |
| 13 |      | Адам Малік               | 28 березня 1966     | 29 березня 1978        | Голкар                                            |
| 14 |      | Мохтар Кусумаатмаджа     | 29 березня 1978     | 21 березня 1988        | Голкар                                            |
| 15 |      | Алі Алатас               | 21 березня 1988     | 23 жовтня 1999         | Голкар                                            |
| 16 |      | Алві Абдуррахман Шихаб   | 23 жовтня 1999      | 9 серпня 2001          | Партія національного пробудження                  |
| 17 |      | Хассан Віраюда           | 9 серпня 2001       | 22 жовтня 2009         | Безпартійний                                      |
| 18 |      | Марті Наталегава         | 22 жовтня 2009      | 27 жовтня 2014         | Безпартійний                                      |
| 19 |      | Ретно Марсуді            | 27 жовтня 2014      | 20 жовтня 2024         | Безпартійна                                       |
| 20 |      | Сугіоно                  | 21 жовтня 2024      | нині на посаді         | Партія руху Великої Індонезії                     |